# Diocese de Jaipur
A Diocese de Jaipur (Latim:Dioecesis Iaipurensis) é uma diocese localizada no município de Jaipur, no estado de Rajastão, pertencente a Arquidiocese de Agra na Índia. Foi fundada em 20 de julho de 2005 pelo Papa Bento XVI. Com uma população católica de 5.100 habitantes, sendo 0,0% da população total, possui 29 paróquias com dados de 2018.

## História
Em 20 de julho de 2005 o Papa Bento XVI divide a Diocese de Ajmer e Jaipur. Nessa divisão resultou na criação da Diocese de Ajmer e na Diocese de Jaipur.

## Lista de bispos
A seguir uma lista de bispos desde a criação da diocese em 2005.
|        | Nome                | Período     | Notas         |
| Bispos | Bispos              | Bispos      | Bispos        |
| ------ | ------------------- | ----------- | ------------- |
| 2°     | Joseph Kallarackal  | 2023 -      | Atual         |
| 1º     | Oswald Joseph Lewis | 2005 - 2023 | Bispo emérito |